# بنات غيلمور
بنات غيلمور Gilmore Girls مسلسل تلفزيوني أمريكي درامي/كوميدي بحلقات تدوم ساعة كاملة بدأ في 5 أكتوبر 2000 وبثت حلقته الأخيرة في أمريكا في 15 مايو 2007. قبل أن تعيد نيتفليكس إنتاجه وتضيف موسم أخير له في 2016.

## الحبكة
تروي الأحداث حياة أم عازبة تدعى لوريلاي غيلمور (تقوم بدورها لورين غراهام) مع ابنتها روري "لوريلاي" غيلمور (ألكسيس بليديل) في بلدة خيالية تدعى ستارزهولو في ولاية كونيكتيكوت، علاقة لوريلاي بعائلتها خاصة امها غير مستقرة فتباين الشخصيات والطباع كبير جدا بين شخصية من طبقة مخملية تنمي لها الأم وشخصية لوريلاي المنطلقة التي لا تلتزم بقواعد الاتكيت الاجتماعية. ترتبط لوريلاي بعلاقة أقرب للصداقة مع ابنتها روري والكثير من شخصيات بلدة ستارزهولو المضحكة. يتميز المسلسل بلغة حوار سريعة تعتمد على إلقاء نكات سريعة أو انتقادات أو تكهمات تتناول مفارقات العيش بين الطبقة الشعبية العادية في ستارزهولو ومطاعمها ومحلاتها والطبقة المخملية لوالدي لوريلاي. عناصر ثقافة البوب تبقى حاضرة في المسلسل بقوة.

## روابط خارجية
- بنات غيلمور على موقع IMDb (الإنجليزية)
- بنات غيلمور على موقع ميتاكريتيك (الإنجليزية)
- بنات غيلمور على موقع روتن توميتوز (الإنجليزية)
- بنات غيلمور على موقع نتفليكس (الإنجليزية)
- بنات غيلمور على موقع قاعدة بيانات الأفلام العربية
- بنات غيلمور على موقع أول موفي (الإنجليزية)
- بنات غيلمور على موقع فيلمافينيتي (الإسبانية)
- بنات غيلمور على موقع كينوبويسك (الروسية)
- بنات غيلمور على موقع ألو سيني (الفرنسية)
- بنات غيلمور على موقع قاعدة بيانات الفيلم (الإنجليزية)